# San Miguel (La Mar)
San Miguel è una città del Perù di 19 185 abitanti, capoluogo del distretto omonimo e della provincia di La Mar nella regione di Ayacucho. È stata fondata il 18 marzo del 1861.